# Amorphoscelis elegans
Amorphoscelis elegans es una especie de mantis de la familia Amorphoscelidae.

## Distribución geográfica
Se encuentra en Guinea, Ghana, Togo y Bioko.